# 王超华
王超华（1952年11月2日—），原中國社會科學院研究生。1989年4月，她代表研究生院參加北京高校学生自治联合会常委會，成为常委、副主席，組織參與各種活動。由于连日劳累，6月3日下午她住进了医院，没有亲历天安门广场清场过程。六四事件发生之後，她是北京市公安局二十一名通緝學生名單中第十四，受到通缉。現流亡美國，居住在洛杉磯，曾就學美國加州大學洛杉磯分校東亞系並獲該校碩士及博士學位。

## 著作选
- 王超华 (编). . 新北市: 联经出版. 2004. ISBN 9789570827163.